# Achille Claude Marie Tocip Grigny
Achille Claude Marie Tocip Grigny   (París, 7 d'abril de 1766 - Gaeta, 10 de febrer de 1806) va ser un general d'infanteria francès. Des del moment que es va incorporar a l'exèrcit, a tot tardar, va insistir en el nom de Grigny.

## Biografia
Sobre la seva vida civil es coneixen molt poques coses i força contradictòries. Era fill de Jacques Tocip i de la seva dona Marie Jourdan. Encara que els seus pares donaven suport als revolucionaris, es diu que el Comitè de Benestar, com a suposats representants de la noblesa, n'havia ordenat l'execució.
Tocip va viure un temps amb un oncle amb qui va compartir la seva admiració per Napoleó Bonaparte. El 1791, als 25 anys, Tocip va aconseguir una feina com a secretari del comte de Rochambeau, mariscal de França. El mateix any, Picot de Dampierre va ser nomenat ajudant de camp de De Rochambeau. Durant aquests anys, Tocip va signar ocasionalment documents amb Grigny.
El juny de 1792, Tocip es va incorporar a un regiment de cavalleria i va rebre el grau de sotstinent. A partir d'aquest moment finalment es va anomenar Grigny i va exigir el mateix a tots els altres. Quatre setmanes més tard es va traslladar a lArmée du Rhin amb el personal de Nikolaus von Luckner. Va poder demostrar-se a si mateix i després de noves promocions, Tocip es va incorporar a l'estat major del general François-Christophe Kellermann.
A la batalla de Valmy el setembre de 1792, Grigny es va distingir novament i el setembre de l'any següent es va traslladar a l'Armée de la Moselle amb el grau de cap d'estat major del general Balthasar vonSchauenburg. Amb prou feines vuit setmanes després, Grigny va poder unir-se al general Lazare Hoche amb la mateixa capacitat.
El gener de 1794 Grigny va ser ascendit a general de brigada. Durant el regnat del terror va tenir problemes amb el Comitè de Benestar (és a dir, amb Maximilien Robespierre). La seva relació amb els termidorians també va ser problemàtica fins que va trobar un advocat en el general Jean-Baptiste Kléber. Aleshores el va donar suport en la repressió de l'aixecament de la Revolta de La Vendée l'any següent.
A principis de 1796, Grigny, entre d'altres, estava preparant una invasió d'Irlanda sota les ordres del general Lazare Hoche per donar suport a la Societat dels Irlandesos Units en la seva lluita per la independència. La invasió va fracassar i la carrera de Grigny es va estancar durant els cinc anys següents. L'any 1801 va ser enviat a la jubilació temporal amb mitja paga. Quan va marxar, va rebre un sabre cerimonial (→arma d'honor) en nom de Napoleó per la seva valentia.
Grigny va ser reactivat amb motiu de la coronació de Napoleó com a emperador. Grigny es va unir a l'exèrcit italià el 1805 amb el grau de general. Quan Napoleó va començar una altra invasió d'Itàlia el 1806, Grigny va lluitar sota el comandament del general André Masséna. Durant el setge de Gaeta el febrer de 1806, Grigny va ser mort i enterrat en una fossa comuna.

## Honors
- 1801 Arma d'honor
- 1804 Comandant de la Legió d'Honor
- El seu nom es pot trobar al pilar sud (columna 28) de l'Arc de Triomf a la plaça Charles de Gaulle de París.